# Jeff Lageman
Jeffrey David Lageman (Fairfax, 6 gennaio 1966) è un ex giocatore di football americano statunitense che ha giocato nel ruolo di defensive end nella National Football League (NFL).
Al college giocò a football all'Università della Virginia

## Carriera professionistica
Lageman fu scelto come 14º assoluto nel Draft NFL 1989 dai New York Jets. La sua miglior stagione fu quella del 1991 in cui mise a segno 10 sack, venendo inserito nel Second-team All-Pro.
Nel 1995, Lageman firmò coi Jacksonville Jaguars, al loro esordio nella lega. Ebbe un ruolo chiave nella squadra che nel 1996 raggiunse i playoff, dove a sorpresa batté i Buffalo Bills e i Denver Broncos, prima di perdere contro i New England Patriots nella finale della AFC. La sua carriera si chiuse a causa di un infortunio subito nella prima gara della stagione 1998 contro i Chicago Bears, non scendendo più in campo.

## Palmarès
- Second-team All-Pro: 1

1991
- PFWA All-Rookie Team - 1989

## Statistiche
| Tackle         | 459  |
| Sack           | 47,0 |
| Fumble forzati | 11   |